# Episodi di All Saints (nona stagione)
La nona stagione della serie televisiva All Saints è stata trasmessa in anteprima in Australia da Seven Network tra il 28 febbraio 2006 e il 21 novembre 2006.
| nº | Titolo originale                  | Titolo italiano | Prima TV Australia | Prima TV Italia |
| -- | --------------------------------- | --------------- | ------------------ | --------------- |
| 1  | Till Death Do Us Part             |                 | 28 febbraio 2006   |                 |
| 2  | The Real Thing                    |                 | 7 marzo 2006       |                 |
| 3  | Moment of Truth                   |                 | 14 marzo 2006      |                 |
| 4  | No Way Out                        |                 | 21 marzo 2006      |                 |
| 5  | The Things We Do                  |                 | 28 marzo 2006      |                 |
| 6  | Facing the Music                  |                 | 4 aprile 2006      |                 |
| 7  | Behind Closed Doors               |                 | 11 aprile 2006     |                 |
| 8  | The Mercy Seat                    |                 | 18 aprile 2006     |                 |
| 9  | Shadows of the Heart              |                 | 25 aprile 2006     |                 |
| 10 | Just Desserts                     |                 | 2 maggio 2006      |                 |
| 11 | Brothers in Arms                  |                 | 9 maggio 2006      |                 |
| 12 | Wait and See                      |                 | 16 maggio 2006     |                 |
| 13 | Getting to Know You               |                 | 23 maggio 2006     |                 |
| 14 | Sink or Swim                      |                 | 30 maggio 2006     |                 |
| 15 | An Apple a Day                    |                 | 6 giugno 2006      |                 |
| 16 | The Way of It                     |                 | 6 giugno 2006      |                 |
| 17 | A Rock and a Hard Place           |                 | 13 giugno 2006     |                 |
| 18 | One for the Road                  |                 | 20 giugno 2006     |                 |
| 19 | By Choice or by Chance            |                 | 27 giugno 2006     |                 |
| 20 | Tough Love                        |                 | 4 luglio 2006      |                 |
| 21 | When Duty Calls                   |                 | 11 luglio 2006     |                 |
| 22 | Two by Two                        |                 | 18 luglio 2006     |                 |
| 23 | Drawing the Line                  |                 | 25 luglio 2006     |                 |
| 24 | Truth Hurts                       |                 | 1º agosto 2006     |                 |
| 25 | Extreme Measures                  |                 | 8 agosto 2006      |                 |
| 26 | Mind Games                        |                 | 15 agosto 2006     |                 |
| 27 | One Wrong Step                    |                 | 22 agosto 2006     |                 |
| 28 | Private Lives                     |                 | 29 agosto 2006     |                 |
| 29 | The Other Man's Shoes             |                 | 5 settembre 2006   |                 |
| 30 | To the Ends of the Earth          |                 | 12 settembre 2006  |                 |
| 31 | Ain't Love Grand                  |                 | 19 settembre 2006  |                 |
| 32 | Happy Returns                     |                 | 26 settembre 2006  |                 |
| 33 | Dead Girl Walking                 |                 | 3 ottobre 2006     |                 |
| 34 | Contact                           |                 | 10 ottobre 2006    |                 |
| 35 | Where the Truth Lies              |                 | 17 ottobre 2006    |                 |
| 36 | Jaws of Death                     |                 | 24 ottobre 2006    |                 |
| 37 | Love, Pain & the Whole Damn Thing |                 | 31 ottobre 2006    |                 |
| 38 | Breaking Point                    |                 | 7 novembre 2006    |                 |
| 39 | Love and Hate                     |                 | 14 novembre 2006   |                 |
| 40 | Judgement Day                     |                 | 21 novembre 2006   |                 |